# The New Adventures of Winnie the Pooh
The New Adventures of Winnie the Pooh (Las nuevas aventuras de Winnie Pooh en Hispanoamérica y Las nuevas aventuras de Winnie the Pooh en España) es una serie de televisión animada producida por Walt Disney Television Animation. Basada en los libros de Winnie-the-Pooh de los autores A. A. Milne y E. H. Shepard, The New Adventures fue la primera vez que un personaje importante de Disney encabezó una serie animada hecha para televisión, así como la primera serie de televisión de Disney basada en una película animada importante. La caricatura se estrenó con una duración limitada en The Disney Channel el 17 de enero de 1988. Nueve meses después, el programa se trasladó a ABC como parte de su programación del sábado por la mañana. Los nuevos episodios continuaron hasta el 26 de octubre de 1991. Popular entre los niños y los fanáticos mayores, permaneció en la televisión de los Estados Unidos durante casi dos décadas.
La serie describe la vida cotidiana de Christopher Robin y sus compañeros Pooh; también conocido como el Gordito de Miel, Piglet, Ígor, Tigger, Cangu, Rito, Conejo, Búho y Topo. En lugar de ser una adaptación sencilla, el programa estaba más americanizado que los esfuerzos anteriores de Pooh. Los episodios trataron con mensajes contundentes sobre honestidad, responsabilidad, perseverancia, esfuerzo cooperativo, amistad y cariño. Muchas historias están diseñadas para ayudar a los niños pequeños a distinguir entre fantasía y realidad y superar miedos comunes de la infancia.
Publicaciones que iban desde The Los Angeles Times hasta TV Guide dieron a la serie críticas extremadamente positivas por su parecido con los esfuerzos anteriores de Disney y su alta calidad de producción, recibiendo elogios por su sana tradición. El programa ganó dos Premios Daytime Emmy por Mejor programa animado, así como dos Premios Humanitas. El programa fue bien recibido tanto por los niños como por sus padres. La mayoría de los correos electrónicos que recibió el equipo fueron de padres que agradecieron al personal por producir un programa que pueden ver con sus hijos. A The New Adventures se le atribuye el resurgimiento de los medios animados de Pooh, incluida una serie de especiales de televisión y vídeo.

## Descripción general
The New Adventures of Winnie the Pooh se emitieron por primera vez en enero de 1988 en The Disney Channel. El programa se trasladó a ABC en septiembre de ese mismo año. Para la temporada 1989-90, se combinó con Los osos Gummi (que se había mudado de NBC) como Gummi Bears-Winnie the Pooh Hour. Después de que se mostró el último episodio regular en octubre de 1991, las reposiciones continuaron transmitiéndose en ABC hasta el 4 de septiembre de 1993. El 9 de diciembre de 1995, antes de que Disney se hiciera cargo de la programación del sábado por la mañana de ABC, The New Adventures of Winnie the Pooh regresó en reposiciones (excepto por un breve período en la temporada 1996-97), en el que se emitió hasta el 7 de septiembre de 2002. The Disney Channel inició las reposiciones de la serie el 3 de octubre de 1994, que continuó transmitiéndose hasta el 1 de septiembre de 2006. El programa también se transmitió en Playhouse Disney de 1999 a 2005, así como en Toon Disney desde el lanzamiento del canal en abril de 1998. hasta noviembre de 2007. En el Reino Unido, el programa se emitió de 2000 a 2011 en Playhouse Disney. Aunque la serie está ambientada en Ashdown Forest/Hartfield en East Sussex, existen varios americanismos.
En algunos países, este programa había sido parte de la programación de The Disney Afternoon.
El programa presentó varias canciones originales, incluida "Here We Go Floating" del episodio "Balloonatics".
Hanho Heung-Up Co., Ltd., TMS Entertainment, inc., Wang Film Productions y Toon City contribuyeron parte de la animación de esta serie.

## Escenario
Para esta adaptación, el programa sufrió una americanización. El escenario cambió de la Inglaterra natal a la América contemporánea. La serie mostraba a Christopher Robin como un niño típico de los 80 en lugar de un niño británico de los 20. Se le muestra viviendo en una casa suburbana con su madre y ya no tenía acento inglés. Su traviesa imaginación generó comparaciones con Calvin de Calvin y Hobbes, a diferencia de la interpretación original de Milne. Además, a diferencia de los largometrajes anteriores de Disney, el programa no utilizó un narrador ni el tema del libro de cuentos.
Aunque el programa todavía usaba el Bosque de los Cien Acres como escenario principal, varios episodios tuvieron lugar en otros lugares. Los personajes viajaban ocasionalmente al pueblo adyacente, yendo a una tienda de comestibles o al cine. Otros episodios se desarrollaron en entornos más imaginativos e involucraron a los personajes viajando hacia las nubes o hacia un pozo de los deseos. Dos episodios tuvieron lugar en el salvaje oeste, uno de ellos en forma de obra de teatro. Estos estilos de episodios fueron eliminados más adelante. El personal de redacción sintió que trabajaban mejor en el Bosque de los Cien Acres.
Los escritores se propusieron mantener el programa lo más atemporal posible, que el Bosque de los Cien Acres se convirtiera en una "tierra de nunca jamás". El programa hizo todo lo posible para dejar de lado todas las comodidades modernas. El enfoque de los episodios fue poner más énfasis en la aventura y, al mismo tiempo, mantener la integridad de los personajes de Milne. Para agregar emoción, se agregó ocasionalmente una cascada o un acantilado, que al espectáculo le resultó difícil encajar. El diálogo se actualizó para que el programa fuera más identificable para la generación actual.